# Joseph Francis Shea
Joseph Francis Shea (5 de septiembre de 1925 – 14 de febrero de 1999) fue un ingeniero aeroespacial estadounidense y directivo de National Aeronautics and Space Administration (NASA). 
Nacido en Nueva York, en el borough del Bronx, estudió en la Universidad de Míchigan, donde recibió el título de doctor en ingeniería mecánica en 1955. Tras trabajar para Laboratorios Bell en el sistema de guía inercial por radio del misil balístico intercontinental Titan I, fue contratado por la NASA en 1961. Como ayudante del director de Office of Manned Space Flight (Oficina de Vuelos Espaciales Tripulados) de la citada agencia, y más tarde como jefe de Apollo Spacecraft Program Office (Oficina del Programa de la Nave espacial Apolo), Shea desempeñó un papel clave en la determinación del curso del programa Apolo al influir en la decisión de la agencia espacial a favor del encuentro en órbita lunar y apoyar virtualmente todas las pruebas del cohete Saturno V. Aunque algunas veces causó controversia dentro de la agencia, Shea fue recordado por su antiguo colega George Mueller como «uno de los mejores ingenieros de sistemas de nuestro tiempo».
En 1967, profundamente implicado en las investigaciones sobre el incendio del Apolo 1, Shea sufrió una crisis nerviosa como resultado del estrés que padecía. Fue relegado de su posición y dejó la NASA más tarde. De 1968 a 1990 trabajó como alto directivo de Raytheon, en Lexington (Massachusetts), y allí se convirtió en profesor adjunto de aeronáutica y astronáutica en el MIT. Mientras Shea servía como asesor de la NASA en el rediseño de la Estación Espacial Internacional en 1993, fue obligado a dimitir de su cargo debido a problemas de salud.

## Infancia y educación
Shea nació y creció en el Bronx (Nueva York), siendo el mayor de los hijos de una familia católica de origen irlandés. Su padre trabajaba como mecánico en el metro de Nueva York. De niño, Shea no mostraba interés por la ingeniería; era un buen corredor y esperaba convertirse en atleta profesional. Estudió en un instituto católico y se graduó cuando tenía solamente 16 años de edad.
Después de su graduación, Shea se alistó en 1943 en la Marina y se enroló en un programa que le llevaría a la universidad. Empezó sus estudios en Dartmouth College, pasando luego al Instituto Tecnológico de Massachusetts y finalmente a la Universidad de Míchigan, donde permanecería hasta que obtuvo su doctorado en 1955. En 1946, fue comisionado como alférez en la Marina y recibió la licenciatura en matemáticas. Shea continuó para obtener los títulos de MSc (1950) y Ph.D. (1955) en ingeniería mecánica por la Universidad de Míchigan. Mientras obtenía su doctorado, encontró tiempo para enseñar en la universidad y mantener un trabajo en los Laboratorios Bell.

## Ingeniero de sistemas
Tras recibir su doctorado, Shea consiguió un puesto en Laboratorios Bell de Whipppany (Nueva Jersey). Allí trabajó primero como ingeniero de sistemas del sistema de guía por radio del misil balístico intercontinental (ICBM) Titan I y posteriormente como director del programa y desarrollo del sistema de guía inercial del ICBM Titan II. La especialidad de Shea era la ingeniería de sistemas, un nuevo tipo de ingeniería desarrollada en los años 1950 que estaba enfocada en la dirección e integración de proyectos a gran escala, convirtiendo el trabajo de los ingenieros y contratistas en un todo funcional. Tuvo un papel significativo en el proyecto Titan I; en palabras de George Mueller: «Aportó una cantidad considerable de innovaciones en ingeniería y una gran pericia en la dirección de proyectos, y fue responsable directo del exitoso desarrollo de este pionero sistema de guía». Además de las habilidades técnicas de Shea, pronto se hizo evidente que también era un excelente director de personas. Conocido por su rápido intelecto, también se ganó el aprecio de sus subordinados gracias a pequeñas excentricidades tales como su afición a crear ingeniosos calambures y el hábito de llevar calcetines rojos a citas importantes. Durante los días críticos del proyecto Titan Shea se mudó a la planta, durmiendo en un catre en su oficina para así estar disponible a todas horas si se le necesitaba.
Habiendo beneficiado al proyecto en tiempo y presupuesto, Shea consiguió una buena reputación en la comunidad aeroespacial. En 1961 se le ofreció y aceptó un puesto en Space Technology Laboratories (Laboratorios de Tecnología Espacial), una división de TRW Inc., donde continuó trabajando sobre los sistemas de misil balístico.

## Carrera en la NASA
En diciembre de 1961, la NASA invitó a Shea a una entrevista para el puesto de ayudante del director de Office of Manned Space Flight (OMSF) (Oficina de Vuelos Espaciales Tripulados). Brainerd Holmes, el director de la OMSF, había estado buscando un ayudante que pudiese ofrecer experiencia en ingeniería de sistemas, alguien con las habilidades técnicas necesarias para supervisar el programa Apolo en su conjunto. Shea fue recomendado por los asesores de Holmes, que habían trabajado con él en Laboratorios Bell. Aunque Shea llevaba trabajando en Space Technology Labs menos de un año, le cautivó el reto que le ofrecía el puesto en la NASA. «Pude ver que necesitaban gente buena en el programa espacial» —dijo más adelante—, «y yo era un poco gallito en aquellos días».

### Encuentro en órbita lunar
Cuando Shea fue contratado por la NASA, el compromiso del presidente John F. Kennedy de llevar el hombre a la Luna solo llevaba siete meses, y muchas de las decisiones importantes que darían forma al programa Apolo aún no se habían tomado. Entre ellas, la más importante era el modo que la NASA emplearía para alunizar. Cuando Shea empezó por primera vez a considerar el tema en 1962, la mayoría de los ingenieros y directores —incluyendo a Wernher von Braun, el director de Marshall Space Flight Center (Centro Marshall de Vuelos Espaciales)— estaban a favor bien de una opción denominada ascenso directo (direct ascent), en la que la nave Apolo alunizaría y volvería a la Tierra como una sola unidad, o bien de una encuentro en órbita terrestre (earth orbit rendezvous), donde la nave se ensamblaría estando aún en órbita alrededor de la Tierra. Sin embargo, disidentes como John C. Houbolt, un ingeniero de Langley, se decantaban por una opción que entonces estaba considerada como más arriesgada. Se trataba del encuentro en órbita lunar (lunar orbit rendezvous), en el cual el alunizaje se llevaría a cabo usando dos naves espaciales: un módulo de mando que permanecería en órbita alrededor de la Luna, y un módulo lunar que descendería a la Luna y luego volvería a la órbita lunar para acoplarse con el módulo de mando.

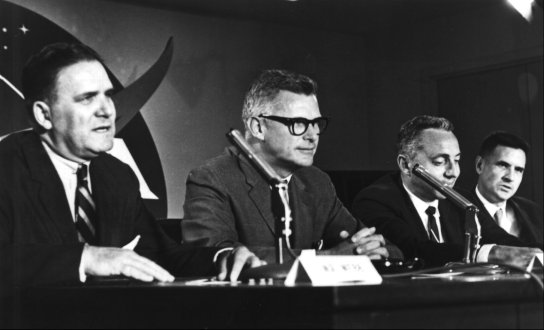
La decisión del encuentro en órbita lunar se anuncia en una rueda de prensa de la NASA en julio de 1962. Joe Shea es el que se encuentra a la derecha de la imagen.

En noviembre de 1961, John Houbolt envió un escrito abogando por el encuentro en órbita lunar (LOR en inglés) a Robert Seamans, el vicedirector de la NASA. Según Shea recordaba, «Seamans dio una copia de la carta de Houbolt a Brainerd Holmes [el director de la OMSF]. Holmes puso la carta en mi mesa y dijo, "Imagínatelo"». Shea decidió implicarse en el encuentro en órbita lunar como resultado de esta carta. Aunque empezó teniendo una leve preferencia por el encuentro en órbita terrestre, Shea «se enorgullecía» —según los historiadores espaciales Murray y Cox— «de ir dondequiera que le llevasen los datos». En este caso, los datos le llevaron a Langley Research Center (Centro Langley de Investigación) de la NASA en Hampton (Virginia), donde se encontró con John Houbolt y con el Grupo Espacial de Operaciones (Space Task Group), y se convenció de que el encuentro en órbita lunar era una opción que merecía la pena considerarse.
La tarea de Shea pasó a convertirse en llevar a la NASA a una decisión firme sobre el tema. Esta tarea era complicada por el hecho de que tenía que crear un consenso entre los diferentes centros de la NASA —sobre todo Manned Spacecraft Center (Centro de Naves espaciales Tripuladas) en Houston (Texas) encabezado por Robert Gilruth, y Marshall Space Flight Center (Centro Marshall de Vuelos Espaciales) en Huntsville (Alabama), con Wernher von Braun a la cabeza. Las relaciones entre ambos centros no eran buenas, y constituyó un hito importante en el progreso del programa Apolo que von Braun y su equipo finalmente conviniesen en aceptar la superioridad del concepto del encuentro en órbita lunar. La NASA anunció su decisión en una conferencia de prensa el 11 de julio de 1962, solo seis meses después de que Shea se uniese a la NASA. El historiador espacial James Hansen concluye que Shea «jugó un papel fundamental al apoyar las ideas de Houbolt y tomar la... decisión a favor del encuentro en órbita lunar», mientras que su antiguo colega George Mueller escribe que «es un tributo a la lógica y el liderazgo de Joe que éste fuese capaz de crear un consenso en los centros en una época en la que eran autónomos».
Durante el tiempo que estuvo en la OMSF, Shea ayudó a resolver muchos de los otros inevitables debates y conflictos sobre ingeniería que surgieron durante el desarrollo de la nave espacial Apolo. En mayo de 1963, formó una Comisión de Revisión (Panel Review Board), uniendo a representantes de los diferentes comités que ayudarían a coordinar el trabajo entre los centros de la NASA. Bajo las órdenes de Shea, esta coordinación fue mucho más eficiente.

### Director del programa
En octubre de 1963, Shea pasó a ser el nuevo director de Apollo Spacecraft Program Office (ASPO) (Oficina del Programa de la Nave espacial Apolo) en Houston. Aunque técnicamente era un descenso de categoría, este nuevo puesto dio a Shea la responsabilidad de dirigir el diseño y construcción de los módulos de mando y lunar del Apolo. De particular interés para Shea fue la actuación de North American Aviation, la empresa contratista responsable del módulo de mando. Como él más tarde contó:

No tengo un alto concepto de North American ni de sus motivos en sus primeros días. Su primer director de programas era un cretino de primera clase... Había buenos tipos por sectores, pero era simplemente una organización inefectiva. No tenían disciplina, no tenían concepto del control de cambios.

Fue responsabilidad de Shea aplicar esa disciplina en ingeniería a North American y a la dirección de la NASA de sus contratistas. Su experiencia en dirección de sistemas le sirvió también en su nuevo puesto. En los años venideros, cualquier cambio de diseño en la nave espacial Apolo tendría que recibir la aprobación final de Shea. Mantuvo el control del programa usando una herramienta de dirección que concibió por sí mismo —-un cuaderno de hojas sueltas, de más de cien páginas, que reunían cada semana para él resumiendo todos los desarrollos importantes que habían tenido lugar y las decisiones que necesitaban tomarse. Le presentaban el cuaderno los jueves por la tarde, Shea lo estudiaba y anotaba durante el fin de semana y volvía al trabajo con nuevas preguntas, instrucciones y decisiones. Esta peculiar herramienta le permitió llevar la cuenta de un programa complejo y siempre creciente.
La relación de Shea con los ingenieros de North American fue difícil. Mientras que Shea culpaba a la dirección de North American de las continuas dificultades en el desarrollo del módulo de mando, el líder del proyecto Harrison Storms creía que la propia NASA no estaba exenta de culpa. Le había retrasado a la hora de tomar decisiones de diseño claves, y persistió en la realización de cambios significativos en el diseño una vez que la construcción había comenzado. A pesar de que Shea puso de su parte por tratar de controlar las peticiones de cambio, Storms expresaba su sensación de que éste no comprendía o simpatizaba con los inevitables problemas implicados en el trabajo de manufacturación del día a día.

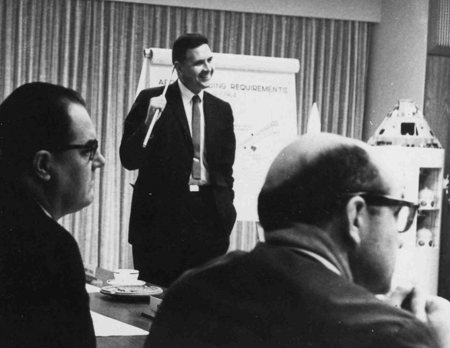
Shea en una reunión de ingenieros durante el programa Apolo.

Shea fue una figura controvertida incluso en Manned Spacecraft Center. Al no haber estado en Langley con el Grupo Espacial de Operaciones, era considerado un «intruso» por hombres tales como el director de vuelo Chris Kraft. En palabras de Kraft, «la animosidad entre mi gente y la de Shea era intensa». Las relaciones entre Shea y otros centros de la NASA eran incluso más tirantes. Como vicedirector de la OMSF, Shea había tratado de extender la autoridad de la sede principal de la NASA sobre los demás centros de ésta, que buscaban con fiereza la independencia. Esta labor fue particularmente problemática cuando llegó el turno de Marshall Space Flight Center, que había desarrollado su propia cultura bajo Wernher von Braun. La filosofía de von Braun sobre la ingeniería difería de la de Shea, tomando una aproximación más consensual que top-down. Según recuerda un historiador, «von Braun tenía la sensación de que Shea había maleado demasiado trabajo y que iba a echar por tierra las habilidades en ingeniería de los centros».
Las fricciones entre Shea y Marshall, que habían empezado cuando Shea estaba en la OMSF, continuaron después de que éste se mudase a su nuevo puesto. Se implicó profundamente en apoyar el esfuerzo de George Mueller por imponer la idea de realizar todas las pruebas del cohete Saturno V sobre los poco dispuestos ingenieros de Marshall. La postura de von Braun respecto a la ingeniería era conservadora, enfatizando las pruebas incrementales de componentes. Pero el rígido horario del programa del Apolo no permitía ese lento y cuidadoso proceso. Lo que Mueller y Shea proponían era probar el Saturno V como una sola unidad en su mismo primer vuelo, y fue solo reaciamente que Marshall llegase a aceptar este enfoque a finales de 1963. Cuando se le preguntó más tarde acerca de cómo él y Mueller se las habían arreglado para vender la idea a von Braun, Shea respondió: «simplemente le dijimos: así es como va a ser, finalmente».
El papel de Shea de resolver diferencias dentro de la NASA, y entre ésta y sus contratistas, le situó en una posición donde las críticas eran inevitables. No obstante, incluso sus críticos respetaban sus habilidades en ingeniería y dirección. Todo el que conocía a Shea le consideraba un ingeniero brillante, y su tiempo como director de la ASPO solo sirvió para cimentar una reputación que se había formado durante su estancia en el proyecto Titan. Sobre el trabajo de Shea a mediados de los años 1960, Murray y Cox escriben que «estos fueron días de gloria para Joe Shea, y, por encima del torbellino de opiniones, este talentoso y enigmático hombre había tomado un trabajo que había estado yéndose a pique y lo estaba propulsando». El trabajo de Shea también creció como centro de atención, brindando a éste un reconocimiento público que aproximó su acuerdo con Wernher von Braun o Chris Kraft. Kraft había aparecido en la portada de la revista Time en 1965; Time planeaba ofrecer a Shea el mismo honor en febrero de 1967, el mismo mes en que se planificó la primera misión tripulada del Apolo.

### Incendio del Apolo 1

#### Antecedentes
Los problemas con el módulo de mando del Apolo continuaron a lo largo de la fase de pruebas. La reunión para la revisión de la primera nave creada para una misión tripulada tuvo lugar el 19 de agosto de 1966. Un tema de preocupación era la cantidad de velcro en la cabina, un peligro potencial de incendios en la atmósfera de oxígeno puro de la nave espacial, en el caso de que hubiese una chispa. En palabras de Shea:

Y así surgió el tema de la nave espacial a aprobación, una discusión interminable. Yo me enfadé un poco, y dije: «Miren, no hay forma de que haya un incendio en la nave espacial a no ser que haya una chispa o que los astronautas lleven cigarrillos a bordo. No vamos a dejarles fumar». A continuación di en aquella reunión las siguientes órdenes: «Vayan a limpiar la nave espacial. Asegúrense de que todas las normas contra incendios se cumplen».

Aunque la nave pasó la revisión, la tripulación terminó al final de la reunión presentando a Joe Shea una foto de ellos tres sentados alrededor del modelo de una cápsula, con sus cabezas inclinadas en postura de oración, con una simple inscripción:

No es que no confiemos en usted, Joe, pero esta vez hemos decidido pasar por encima de usted.

El 25 de enero de 1967, la tripulación del Apolo 1 comenzó una serie de pruebas de cuenta atrás en la nave espacial de la plataforma en el Centro Espacial Kennedy. Aunque Shea había ordenado a su equipo que instruyeran a North American para que tomasen medidas relativas al tema de los materiales inflamables de la cabina, no había supervisado el asunto directamente, y pocas acciones, si es que hubo alguna, se llevaron a cabo. Durante las pruebas en la plataforma, la nave espacial sufrió una serie de problemas técnicos, incluyendo comunicaciones rotas y llenas de estática. Wally Schirra, el comandante de reserva de la misión, sugirió a Shea que debería estar en la prueba de la cuenta atrás junto con la tripulación con el objeto de experimentar de primera mano las cuestiones a las que ellos se enfrentaban. Aunque Shea consideró seriamente la idea, ésta demostró ser inviable debido a las dificultades de enganchar un cuarto bucle de comunicaciones para Shea. La escotilla tendría que dejarse abierta para poder sacar los cables extra, y dejar la escotilla abierta habría hecho imposible efectuar la prueba de salida de emergencia que se había programado para el final del día 27. Según Shea contó más tarde a la prensa, unirse a la tripulación para efectuar la prueba «habría sido altamente irregular».
La prueba final de la cuenta atrás tuvo lugar el 27 de enero. Aunque Shea estaba en Florida para el comienzo de la prueba, decidió marcharse antes de que ésta concluyese. Volvió a su oficina en Houston alrededor de las 17:30 CST. A las 5:31 p. m. CST (6:31 p. m. EST) se desató un incendio masivo en el módulo de mando del Apolo. Incapaces de escapar, los tres astronautas dentro de la nave espacial —Gus Grissom, Ed White y Roger Chaffee— murieron.

#### Investigación
Inmediatamente después del incendio, Shea y sus colegas de la ASPO en Houston embarcaron en un avión de la NASA hacia el Centro Espacial Kennedy. Aterrizaron sobre las 1:00; solo cinco horas después de producirse el accidente. En una reunión esa misma mañana con Robert Gilruth, George Mueller y George Low, Shea ayudó a determinar los miembros del comité de revisión de la NASA que buscaría las causas del incendio. Adicionalmente, persuadió a George Mueller, jefe de Office of Manned Space Flight de la NASA, para que le permitiese actuar como su ayudante en Florida, supervisando el progreso de la investigación.

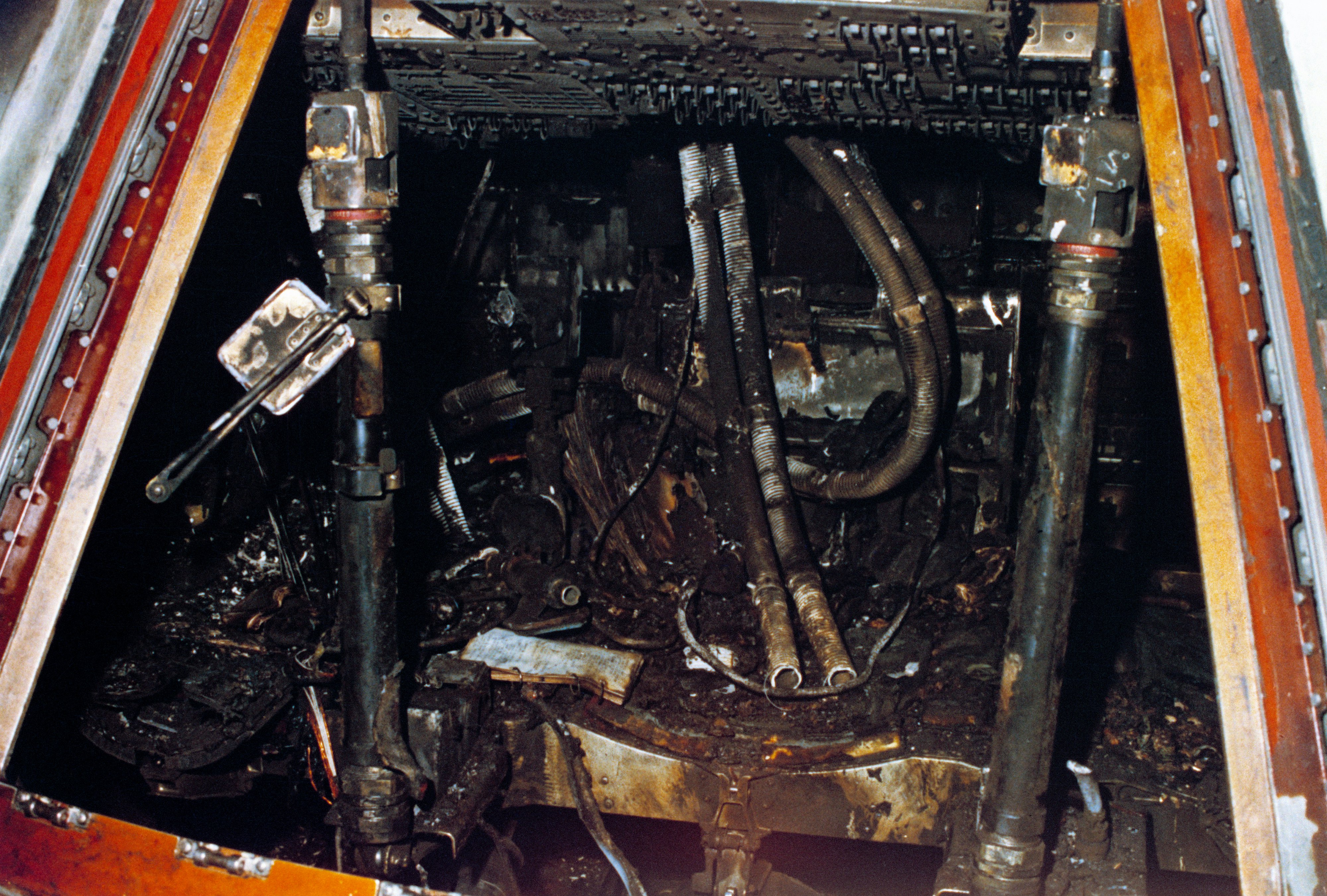
El interior de la cápsula del Apolo 1 tras el incendio.

Nombrado para el grupo de asesores elegido para respaldar al comité de revisión, Shea se dedicó completamente a la investigación, trabajando ochenta horas semanales. Aunque la causa precisa de la ignición nunca se encontró, pronto se hizo claro que un cortocircuito en algún lugar del módulo había iniciado el incendio, probablemente provocado por un cable pelado. Lo que estaba menos claro era el reparto de responsabilidades. Los ingenieros de la NASA tendían a apuntar a lo que ellos vieron como un trabajo de muy mala calidad procedente de North American Aviation. Por su parte, los ejecutivos de North American culpaban a la dirección de la NASA por su decisión a pesar de sus objeciones de presurizar el módulo de mando con oxígeno puro hasta una presión muy por encima de la necesaria en el espacio, en la que casi cualquier material —incluyendo el velcro, con el que estaba forrado interiormente la cabina— ardería instantáneamente en llamas si se exponía a una chispa. Fuese cual fuere la distribución precisa de responsabilidades, Joseph Shea pareció estar perseguido por la sensación de que él, personalmente, fue responsable de la muerte de los tres astronautas. Durante años tras el incendio, mostró el retrato que le dieron los tripulantes del Apolo 1 en el vestíbulo principal de su propia casa.

#### Crisis
La presión de la investigación afectó psicológicamente a Shea. Tenía problemas de sueño y empezó a recurrir a los barbitúricos y al alcohol con la intención de sobrellevarlo. Shea no era el único empleado de la NASA que presentaba problemas derivados del incendio: Robert Seamans escribió que «las personas implicadas de Houston volaron hasta Washington para testificar y literalmente estuvieron sollozando durante todo el vuelo», y un hombre que trabajaba a las órdenes de Shea sufrió una crisis nerviosa y según informes fue llevado a un hospital mental en una camisa de fuerza. Unas pocas semanas tras el incendio, los colegas de Shea empezaron a notar que él mismo estaba comportándose de forma imprevisible. Chris Kraft, cuyo padre había sufrido esquizofrenia, relataría más tarde el comportamiento de Shea en una reunión:

Joe Shea se levantó y empezó calmadamente a informar sobre el estado de la investigación. Pero, un minuto después, estaba divagando, y, en otros treinta segundos, incoherente. Le miré y vi [en él] a mi padre, asolado por la demencia precoz. Era horrible y fascinante al mismo tiempo.

El administrador de la NASA James Webb empezó a preocuparse cada vez más acerca del estado mental de Shea. Específicamente, estaba preocupado por que Shea no pudiese ser capaz de tratar con el hostil interrogatorio que recibiría de la investigación del Congreso sobre el incendio del Apolo 1. El senador Walter Mondale había acusado a los ingenieros de la NASA de negligencia criminal con respecto al diseño y construcción del módulo de mando del Apolo, y era razonable esperar que Shea estaría en la línea de fuego. En marzo, Webb envió a Robert Seamans y Charles Berry, físico jefe de la NASA, para hablar con Shea y pedirle que se tomase una larga excedencia voluntaria. Esto, según esperaban, evitaría que le llamasen a testificar. Ya se había preparado un comunicado de prensa, pero Shea rechazó aceptar este hecho consumado, amenazando con dimitir antes de marcharse. Como solución intermedia, accedió a consultar a un psiquiatra y a consentir una evaluación independiente de aptitud psicológica. Pero este intento de relegar a Shea de su puesto también fracasó. En palabras de uno de sus amigos:

Los psiquiatras volvieron diciendo, «¡Qué elegante, qué inteligente es!» Aquí estaba Joe, a punto de matarse, pero aún pudo burlar a los psiquiatras.

#### Reasignación
Finalmente los superiores de Shea fueron forzados a tomar una decisión más directa. El 7 de abril se anunció que Shea se trasladaría a la sede de la NASA en Washington D. C., donde serviría como ayudante de George Mueller en la Oficina de Vuelo Espacial Tripulado. Fue sustituido como jefe de la Oficina del Programa de la Nave Espacial Apolo por George Low. Mientras Shea ya había actuado como el ayudante de facto de Mueller en Florida durante la investigación, la realidad de este destino permanente era muy diferente. Cuando se anunció la reasignación del puesto de Shea, uno de sus amigos dio una entrevista anónima a la revista Time en la que decía: «si Joe se queda en Washington, será un ascenso. Si se marcha en tres o cuatro meses, usted sabrá que este traslado equivalió a un despido».
El mismo Shea pareció aceptar la reasignación solo a regañadientes, declarando «era como si la NASA estuviese intentando esconderme del Congreso por lo que pudiese decir». Una vez en su nuevo trabajo, aumentó su descontento con un puesto que él consideraba un «no-puesto», y más tarde comentó: «No entiendo por qué, después de todo lo que había hecho por el programa ... fui el único al que destituyeron. Era el fin del programa para mí». Solo seis meses después el incendio, y un par de meses después de aceptar su nuevo puesto, Shea dejó la NASA con el objeto de convertirse en vicepresidente de Polaroid en Waltham (Massachusetts). No había sido llamado a testificar sobre el incendio ante la investigación del Congreso.

## Carrera tras la NASA
En 1968, Shea aceptó un puesto en Raytheon, en Lexington (Massachusetts). Permanecería con la compañía hasta su jubilación en 1990, siendo Vicepresidente General de Ingeniería de 1980 a 1990. Tras abandonar Raytheon, Shea se hizo profesor adjunto de aeronáutica y astronáutica en el MIT.
En febrero de 1993, el administrador de la NASA Daniel Goldin designó a Shea para la presidencia de la junta directiva de un comité de revisión técnica convocado para supervisar el rediseño del problemático proyecto de la Estación Espacial Internacional. Sin embargo, Shea fue hospitalizado poco después de su nominación. Hacia abril estaba lo suficientemente bien como para acudir a una reunión en la que el equipo de diseño presentó formalmente los resultados preliminares de sus estudios, pero su comportamiento en esta reunión puso sus capacidades de nuevo en entredicho. Según anunciaba The Washington Post:

Shea ha hecho una difusa presentación de dos horas, a veces apenas audible, que dejó a muchos de los presentes especulando sobre su capacidad para hacer su trabajo. Un amigo de toda la vida dijo: «ese no es el verdadero Joe Shea. Él es normalmente mordaz y bien organizado».

Al día siguiente de la reunión, Shea solicitó su reasignación, pasando a ser asesor especial de Daniel Goldin. La NASA anunció que había sido reasignado debido a problemas de salud. Sin embargo, The Scientist dio una interpretación diferente, citando fuentes que especulaban que la franqueza de su discurso, incluyendo críticas a Goldin, podrían haber causado controversia en los círculos de la NASA.
Shea murió el 14 de febrero de 1999 en su casa en Weston (Massachusetts). Dejó viuda a su esposa Carol, cinco hijas, y un hijo.

## En el cine y la ficción
Shea fue interpretado por Kevin Pollak en la miniserie de la HBO De la Tierra a la Luna, que relata una dramática confrontación similar a la que había tenido lugar entre Shea y Harrison Storms en una reunión de la Comisión de Revisión del Apolo. El personaje de Bert Seger en la novela de Stephen Baxter Voyage está basado en Shea.